# Hoang mạc Ả Rập

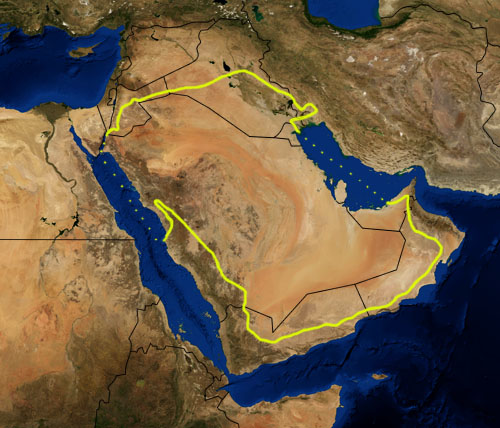
Bản đồ hoang mạc Ả Rập. Các vùng sinh thái theo mô tả của WWF. Đường màu vàng bao quanh vùng sinh thái gọi là "vùng đất cây bụi rất khô hạn hoang mạc Ả Rập và Đông Sahara-Ả Rập", và hai vùng sinh thái nhỏ hơn, có liên hệ mật thiết gọi là "hoang mạc và bán hoang mạc vịnh Ba Tư" và "hoang mạc và bán hoang mạc nhiệt đới Nubo-Sindian biển Đỏ". National boundaries are shown in black.

Hoang mạc Ả Rập là một vùng hoang vu rộng lớn tại Tây Á. Nó trải dài từ Yemen đến vịnh Ba Tư và từ Oman đến Jordan và Iraq. Hoang mạc này chiếm hầu hết bán đảo Ả Rập, có diện tích là 2,33 triệu km². Đây là hoang mạc lớn thứ tư trên thế giới, và lớn nhất tại châu Á. Tại phần trung tâm của hoang mạc là Rub' al-Khali, một trong các thực thể cát liên tục lớn nhất trên thế giới.
Khu vực có một số nền văn hoá, ngôn ngữ và dân tộc khác nhau, với Hồi giáo là đức tin chiếm ưu thế. Dân tộc chính trong khu vực là người Ả Rập, ngôn ngữ chính của họ là tiếng Ả Rập.

## Địa lý
Hoang mạc chủ yếu nằm trên lãnh thổ Ả Rập Xê Út, mở rộng sang các quốc gia lân cận là Ai Cập (Sinai), miền nam Iraq và miền nam Jordan. Hoang mạc Ả Rập tiếp giáp với 5 quốc gia, giáp với vịnh Ba Tư, có một phần mở rộng đến Qatar, và xa hơn về phía đông hoang mạc này bao phủ hầu như toàn bộ tiểu vương quốc Abu Dhabi của Các Tiểu vương quốc Ả Rập Thống nhất. Rub' al-Khali vượt qua Ả Rập Xê Út sang miền tây Oman và miền đông Yemen.
Các đặc điểm địa chất chi tiết:
- Một hành lang địa thế nhiều cát gọi là sa mạc Ad-Dahna nối sa mạc An-Nafud (65.000 km²) tại phía bắc của Ả Rập Xê Út đến Rub' Al-Khali tại phía đông nam.[cần dẫn nguồn]
- Vách đứng Tuwaiq là một khu vực cung dài 800 km gồm các vách đá, cao nguyên và hẻm núi.[cần dẫn nguồn]
- Các vùng bằng phẳng muối mặn: Vùng cát lún Umm al Samim[cần dẫn nguồn]
- Bãi cát Wahiba của Oman: Một biển cát cô lập giáp bờ biển phía đông[cần dẫn nguồn]
- Sa mạc Rub' Al-Khali[4] là một bồn trầm tích kéo dài theo trục tây nam-đông bắc ngang qua thềm Ả Rập, điểm cực nam vượt đến miền trung Yemen. Các đồng bằng sỏi hoặc thạch cao phủ cát và các đụn cát đạt đến chiều cao tối đa là 250 m. Các bãi cát chủ yếu là silicat, gồm 80-90% thạch anh và phần còn lại là fenspat.

Hoang mạc Ả Rập có một số tài nguyên tự nhiên như dầu mỏ, khí đốt tự nhiên, phosphate và sulfur.

## Sinh thái
Rub'al-Khali có tính đa dạng thực vật rất hạn chế. Tại đó chỉ có 37 loài, 20 loài được ghi nhận trong các nhóm bãi cát chính và 17 loài ở xung quanh rìa ngoài. Trong số 37 loài này, chỉ có một hoặc hai loài là đặc hữu. Thực vật rất rải rác song phân bổ khá đồng đều, có một số gián đoạn gần các đụn cát cằn cỗi. Một số loài thực vật đặc trưng là Calligonum crinitum trên các sườn đụn cát, Cornulaca arabica, Cyperus conglomeratus; các loài phổ biến khác là Dipterygium glaucum, Limeum arabicum, Zygophyllum mandavillei (Mandaville 1986). Chỉ có thể tìm được rất ít cây ngoại trừ tại rìa ngoài (đặc trưng là Acacia ehrenbergiana và Prosopis cineraria). Các loài khác là Calligonum comosum thân gỗ lâu năm và các cây thảo hàng năm như Danthonia forskallii.
Các loài linh dương gazen, linh dương sừng kiếm, mèo cát và thằn lằn đuôi gai nằm trong số các loài thích nghi với môi trường sa mạc và tồn tại trong môi trường khắc nghiệt này, từ các đụn cát đỏ đến cát lún. Hoang mạc là một phần của quần xã sinh vật hoang mạc và đất cây bụi rất khô, và khu vực sinh thái Cổ Bắc giới.
Vùng sinh thái hoang mạc Ả Rập có tính đa dạng sinh học thấp, song có một vài loài cây đặc hữu tại đây. Nhiều loài như linh cẩu vằn, chó rừng và lửng mật bị tuyệt chủng trong vùng này do hoạt động săn bắn, xâm lấn của con người và mất môi trường sống. Các loài khác được tái du nhập thành công như linh dương gazen cát, và được bảo vệ trong một số khu bảo tồn. Tình trạng chăn thả gia súc quá độ, lái xe địa hình, và con người tàn phá môi trường sống là các mối đe doạ chính đối với vùng sinh thái hoang mạc này.

## Khí hậu
Hoang mạc Ả Rập có khí hậu cận nhiệt đới và hoang mạc nóng, gần với khí hậu của hoang mạc Sahara tại Bắc Phi. Trong thực tế, hoang mạc Ả Rập là phần mở rộng của hoang mạc Sahara trên bán đảo Ả Rập. Khí hậu chủ yếu là nóng và khô, có ánh nắng dồi dào quanh năm.
Lượng mưa thường vào khoảng 100 mm, và các khu vực khô hạn nhất nhận được lượng mưa từ 30 đến 40 mm hàng năm song chúng chiếm tỷ lệ rất ít. Hầu như không có bất kỳ khu vực cực khô hạn nào tại hoang mạc Ả Rập, trái ngược với hoang mạc Sahara khi tại đó có hơn một nửa diện tích khô hạn cực độ (lượng mưa hàng năm dưới 50 mm). Thời gian nắng tại hoang mạc Ả Rập rất cao theo tiêu chuẩn thế giới, từ 2.900 giờ (66,2% số giờ ban ngày) đến 3.600 giờ (82,1% số giờ ban ngày) song thường là khoảng 3.400 giờ (77,6% số giờ ban ngày), điều này thể hiện rõ điều kiện trời quang phổ biến khắp khu vực và giai đoạn mây phủ chỉ là gián đoạn. Thậm chí mặc dù Mặt trời và Mặt trăng sáng chiếu, song bụi và ẩm vẫn khiến lữ khách có tầm nhìn thấp.
Nhiệt độ duy trì ở mức cao quanh năm, nhiệt độ trung bình cao vào mùa hè thường là trên 40 °C tại những nơi có độ cao thấp, và thậm chí lên tới 48 °C tại các điểm có độ cao cực thấp, đặc biệt là dọc vịnh Ba Tư gần mực nước biển. Nhiệt độ trung bình thấp vào mùa hè vẫn ở mức cao, đạt trên 20 °C và đôi khi là trên 30 °C tại các vùng cực nam. Nhiệt độ cao kỷ lục là trên 50 °C tại phần lớn hoang mạc, một phần là do độ cao rất thấp.